# Krups
Krups is een Duits handelsmerk van de gelijknamige producent van huishoudelijke keukenapparatuur. Krups is sinds 2001 onderdeel van het Franse Groupe SEB.

## Geschiedenis

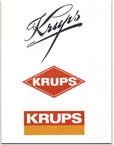
Logo historie

Krups werd in 1846 opgericht door Robert Krups in de Duitse plaats Wald, Solingen. Het bedrijf begon met het produceren van precisieweegschalen en industriële weegschalen. Dit werd de voornaamste bedrijfsactiviteit de komende 110 jaar.
In 1956 begon Krups met het produceren van een elektrische koffiemolen, waarvan meer dan één miljoen exemplaren werden verkocht.
In 1964 waren er vier fabrieken in Solingen en één in Limerick (Ierland). In Bottrop werd een filiaal opgericht in 1960. Deze werd in 1983 gesloten. Werknemers reden met een gecharterde bus naar de Krups-fabriek in Solingen. Enige tijd is een fabriek in gebruik geweest in Gelsenkirchen. Later werden de werkzaamheden in Guadalajara (Mexico) en Hong Kong uitbesteed. Drie jaar later voegde Krups zijn eerste snijmachine toe aan het assortiment. Sinds 1983 biedt Krups ook een groeiende lijn van espressomachines en koffiezetapparaten.
In 1990 telde het bedrijf bijna 3.000 medewerkers en wist een omzet van 541 miljoen Duitse mark te behalen, waarvan 40% in Duitsland en 30% in de Verenigde Staten. Het grootste deel van de omzet van het bedrijf werd bereikt met koffiezetapparaten en roerstaafjes.
In 1991 ging Krups een partnerschap aan met voedingsbedrijf Nestlé, waarbij een met koffiecapsules uitgeruste koffiemachine werd uitgebracht. In datzelfde jaar werd het bedrijf overgenomen door Moulinex, een Franse fabrikant van witgoed. Dit duurde tot het faillissement in 2001. Vanaf 2001 is Krups onderdeel geworden van het Franse Groupe SEB.
De locatie van de Krups onderneming met het centrale magazijn en de klantenservice ligt nog steeds in Solingen. De marketing en andere administratieve activiteiten in Duitsland worden gedekt door het zusterbedrijf Groupe SEB Germany GmbH in de plaats Offenbach am Main.

## Galerij

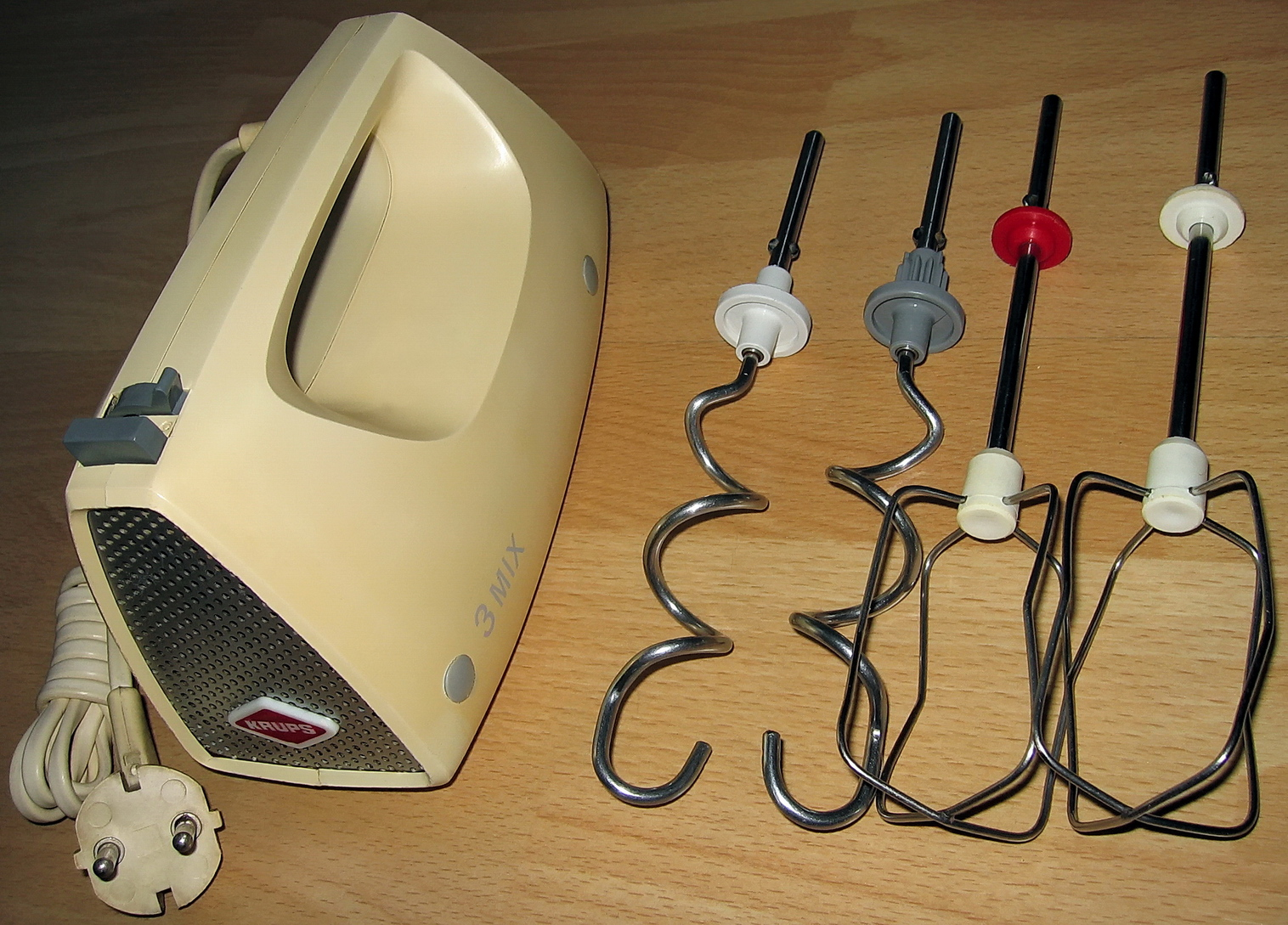
Krups 3 Mix type 321
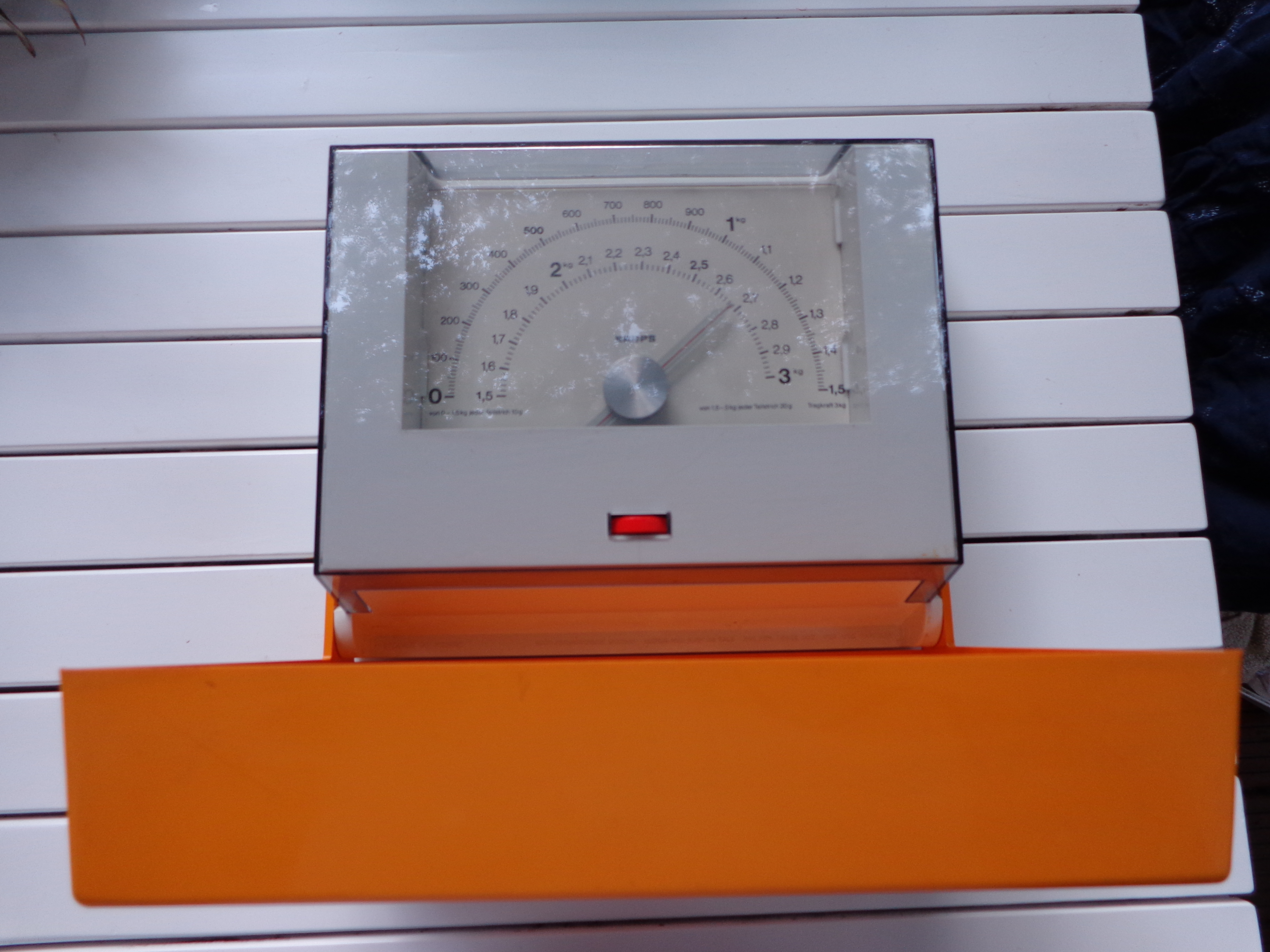
Keukenweegschaal
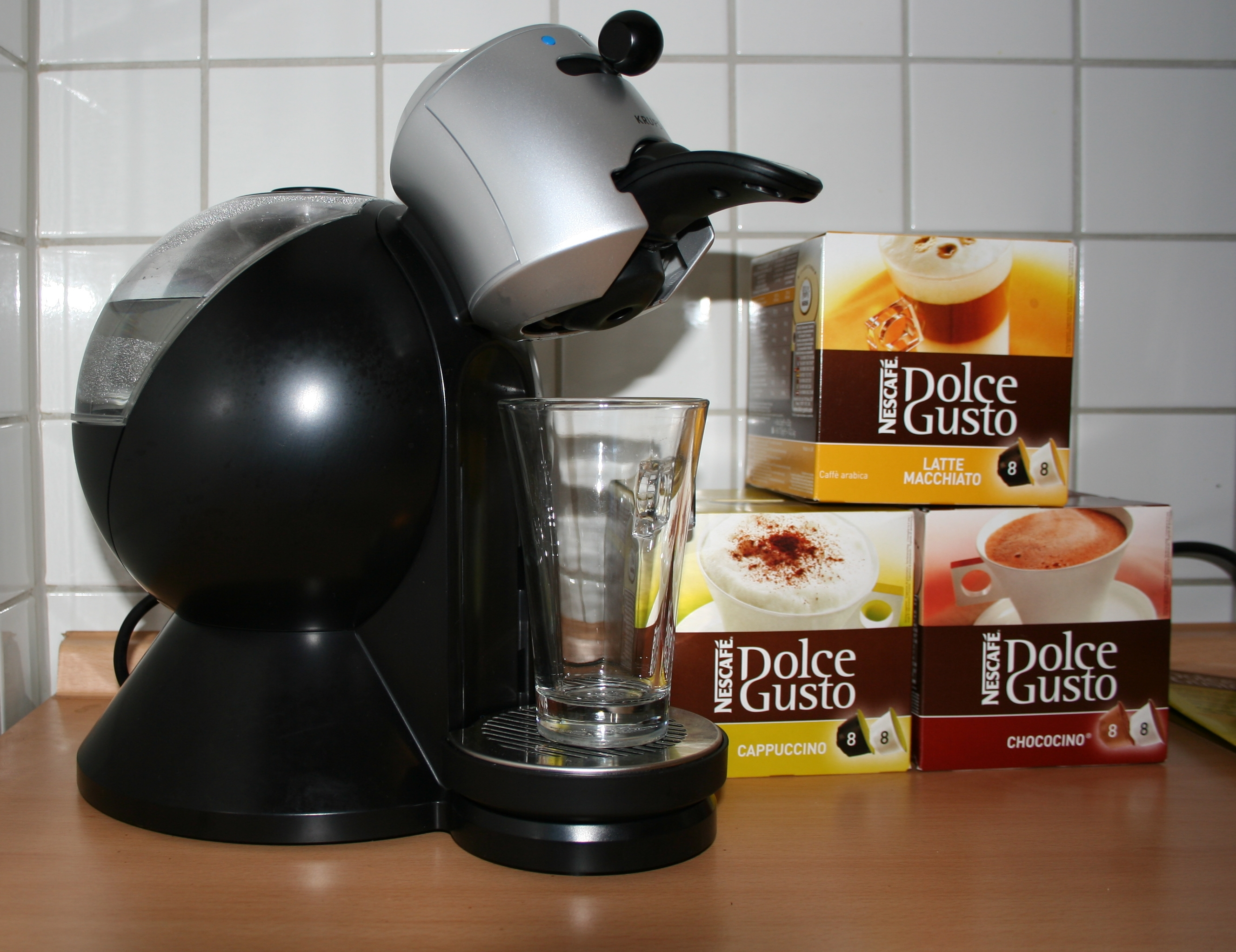
Koffiezetautomaat "Dolce Gusto"
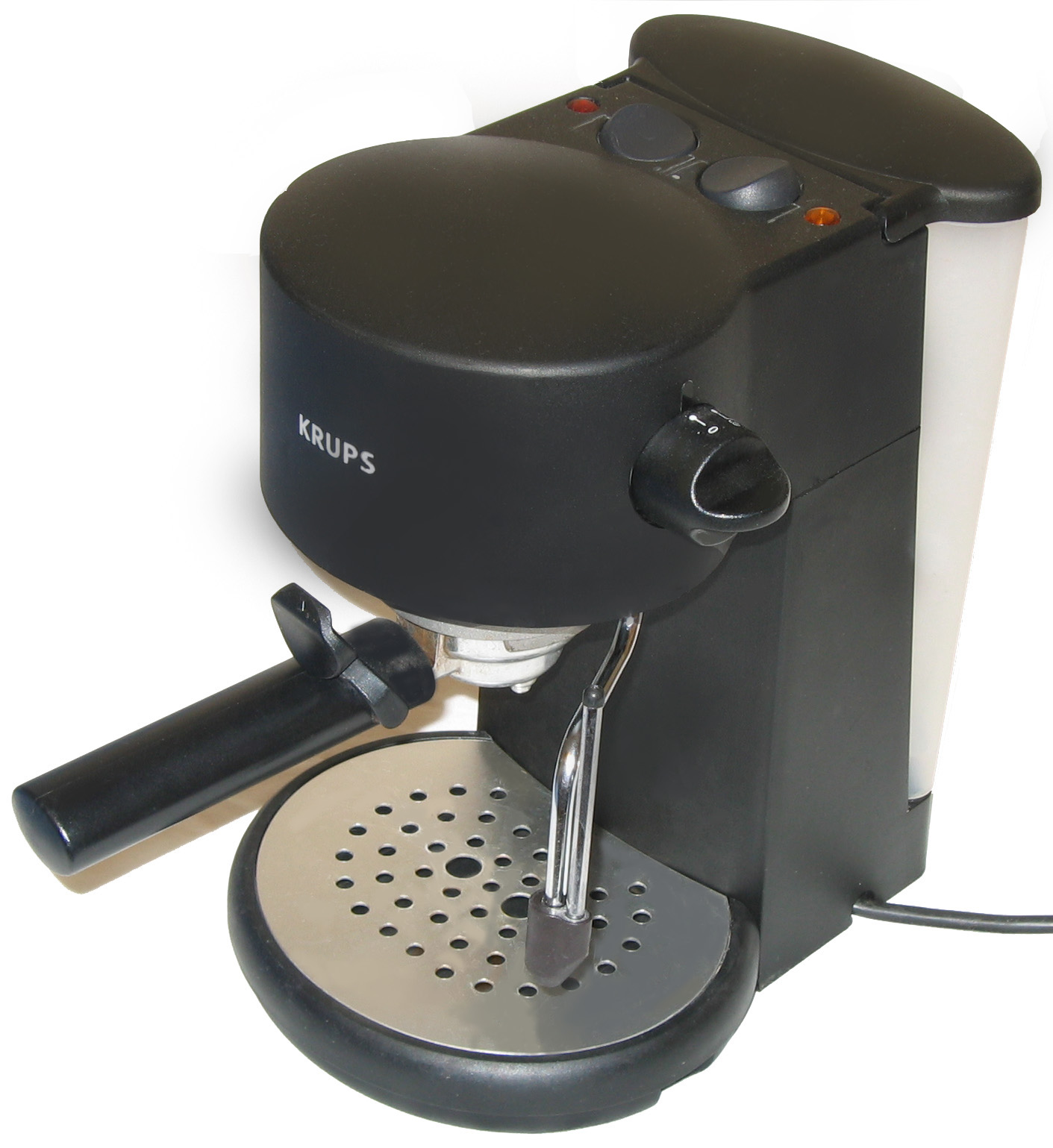
Espressomachine

## Trivia
- Een van de eerste webcams ter wereld toonde vanaf 1991 het Trojan Room-koffiezetapparaat van Krups.